# Heterelmis vulnerata
Heterelmis vulnerata är en skalbaggsart som först beskrevs av Leconte 1874.  Heterelmis vulnerata ingår i släktet Heterelmis och familjen bäckbaggar. Inga underarter finns listade i Catalogue of Life.